# Comté de Roane (Virginie-Occidentale)
Pour les articles homonymes, voir Comté de Roane.
Le comté de Roane est un comté des États-Unis situé dans l’État de Virginie-Occidentale. En 2000, la population était de 15 446 habitants. Son siège est Spencer.

## Principales villes
- Reedy
- Spencer